# 邵宗平
邵宗平（1973年—），南京工业大学教授，主要从事固态离子相关的新能源材料研究。

## 生平
邵宗平毕业于原杭州大学化学系（现浙江大学理学院），2000年在中国科学院大连化学物理研究所获得博士学位。现任南京工业大学教授，材料化学工程国家重点实验室固定教授。 

## 社会兼职
担任华中科技大学、山西大学、福州大学等多所高校兼职教授。

## 荣誉
- 2012年，获得中国教育部自然科学二等奖
- 中国政府特殊津贴专家
- 入选国家百千万人才工程
- 中国教育部长江学者特聘教授